# Blaste osceola
Blaste osceola är en insektsart som beskrevs av Edward L. Mockford 1984. Blaste osceola ingår i släktet Blaste och familjen storstövsländor. Inga underarter finns listade i Catalogue of Life.